# Integripelta acanthus
Integripelta acanthus är en mossdjursart som beskrevs av Gordon och William B. Rudman 2006. Integripelta acanthus ingår i släktet Integripelta och familjen Eurystomellidae. Inga underarter finns listade i Catalogue of Life.